# Miquel Verdeny Enrich
Miquel Verdeny i Enric (Tremp, 27 de maig de 1921 - 2002) fou un empresari i polític català.

## Trajectòria
Fill de Miquel Verdeny i Sanuy, que regentava un negoci artesà d'elaboració de dolços, xocolates i torrons, conegut popularment com cal Terroner. A la mort del seu pare el gener de 1939 es va fer càrrec del negoci familiar. Va incorporar nous productes, com la fabricació de galetes i de pastisseria, conegudes com a Galetes Verdeny o Galetes del Pallars. Durant molt de temps fou una de les principals indústries del Pallars.
Era membre d'Òmnium Cultural i de Convergència Democràtica de Catalunya. A les eleccions al Parlament de Catalunya de 1980 fou elegit diputat per Lleida a les llistes de CiU. Col·labora en la redacció de la Llei d'alta muntanya, la qual desplega un marc institucional que permet l'estructuració i la recuperació de les comarques de Muntanya amb la creació del Consell General de Muntanya, els consells comarcals de muntanya i els plans comarcals de muntanya.